# William Walton
William Turner Walton (Oldham, Lancashire, Inglaterra, 29 de marzo de 1902 - Isquia, Italia, 8 de marzo de 1983) fue un compositor y director de orquesta británico. 
Su estilo estuvo muy influido por Stravinski, Sibelius y el jazz y se caracteriza por una gran vitalidad rítmica, una agridulce armonía y una sabia conjunción de melodía romántica y brillante orquestación. Es recordado por sus obras orquestales, su música coral y ceremonial y por sus excelentes bandas sonoras. Sus primeras composiciones —especialmente Façade, sobre un poema de Edith Sitwell— le encumbraron como un compositor moderno, pero fueron sus trabajos orquestales y el oratorio Belshazzar's Feast los que le trajeron el reconocimiento internacional.

## Biografía

### Primeros años y llegada de la fama

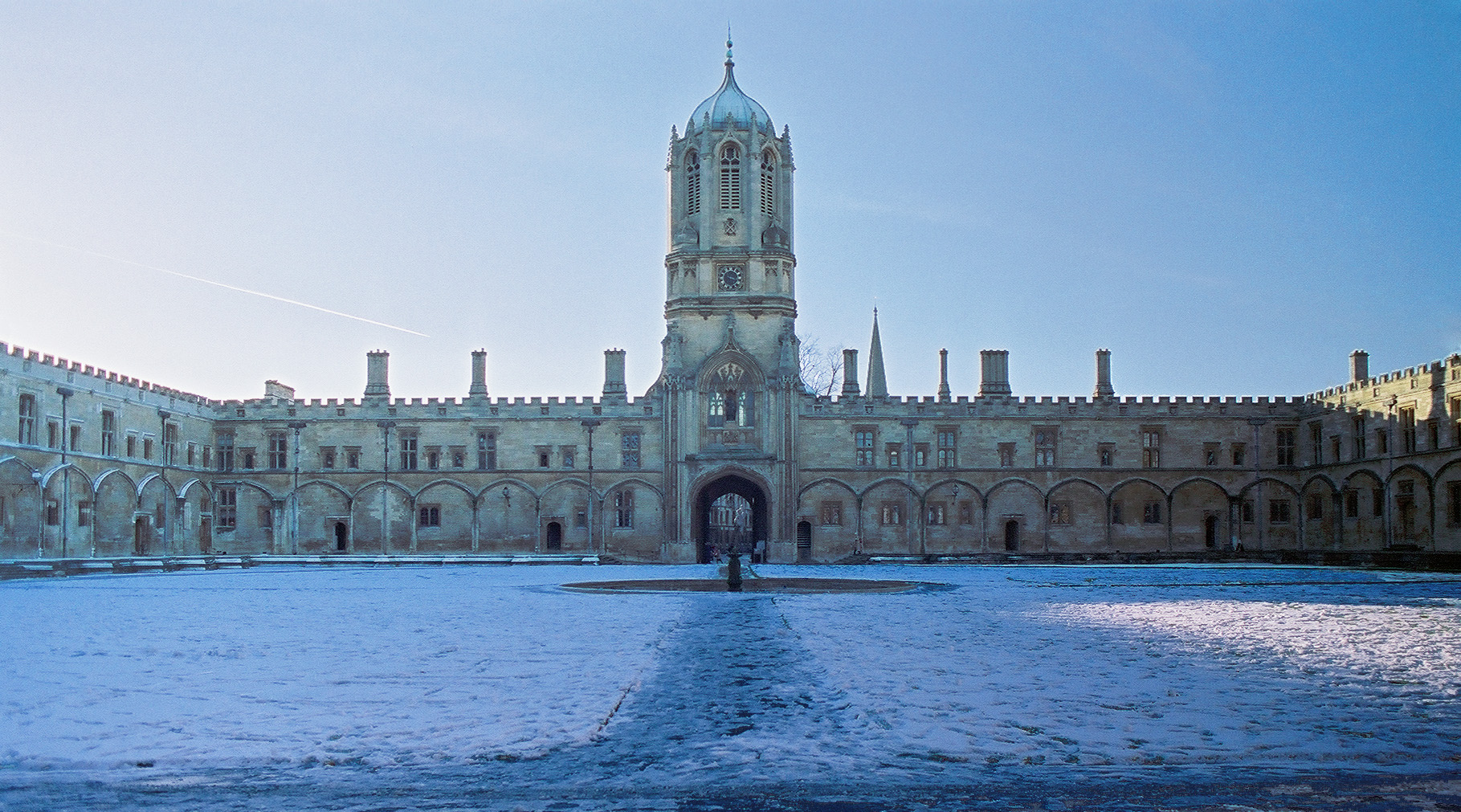
Christ Church College

Walton nació en Oldham (Lancashire), en el seno de una familia de tradición musical. A los diez años le aceptaron como corista en la Christ Church Cathedral de Oxford y allí fue admitido como estudiante a la edad inusualmente precoz de dieciséis años. Como compositor, fue en gran parte autodidacta —estudió en la «Biblioteca Ellis» las partituras de obras nuevas de Stravinsky, Debussy, Sibelius y Roussel— pero recibió alguna ayuda y la tutela de Hugh Allen, el organista de la catedral. En Oxford, Walton conoció y se hizo amigo de dos jóvenes poetas, Sacheverell Sitwell y Siegfried Sassoon, que desempeñarán un papel importante en la publicación de su música. Poca de la obra juvenil de Walton sobrevive, apenas el himno coral A Litany, escrito cuando sólo tenía quince años, y que ya muestra unas armonías llamativas y un tratamiento de la voz principal bastante más avanzados que el de muchos compositores británicos contemporáneos. Quizás la característica armónica más atrevida de la pieza sean las agrias inflexiones del acorde aumentado, sobre todo en la llamativa cadencia final.
En 1920 Walton dejó Oxford sin conseguir el doctorado —tras fallar los Responsions— para alojarse en Londres como "un hermano adoptado o elegido" en casa de los Sitwell, una familia con gran tradición literaria, con los hermanos Sacheverell, Osbert y Edith. Gracias a los Sitwell, Walton conoció y se familiarizó con muchas de las figuras más importantes de la música británica de entreguerras, particularmente con su colega compositor Constant Lambert, y también con artistas como Noel Coward, Lytton Strachey, Rex Whistler, Peter Quennell, Cecil Beaton y otros. 

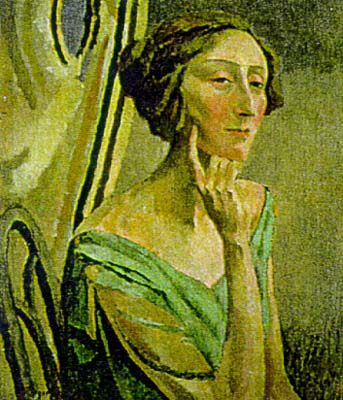
Edith Sitwell

Walton adquirió notoriedad en 1923 con una adaptación de un poema de Edith Sitwell, Façade, una obra muy influenciada por el jazz. La primera interpretación pública dio lugar a que Walton fuese calificado como un moderno vanguardista —el crítico Ernest Newman dijo de él: "como bromista musical es una joya de primera especie"— aunque las siguientes provocaron una gran controversia. En el Festival de la «Sociedad internacional para la música contemporánea», celebrado en Salzburgo en 1923, se programó su Cuarteto de cuerda y fue su primer reconocimiento internacional, con el mismísimo Alban Berg entre el público.
Durante la década de 1920 Walton tuvo pocos ingresos, tocando el piano en clubs de jazz y pasando la mayor parte del tiempo componiendo en el ático de los Sitwells. La obertura orquestal Portsmouth Point (que dedicó a su amigo Sassoon) fue el primero de sus trabajos que apunta las que serán sus características distintivas: un fuerte impulso rítmico, ampliamente sincopado, y un lenguaje armónico disonante, pero predominante tonal. El Concierto para viola de 1929 fue la obra que lo catapultó a la vanguardia de la música clásica británica, con su agridulce melancolía, que además obtuvo una gran popularidad. Este éxito fue seguido por otras obras igualmente bien acogidas: la cantata Belshazzar's Feast (1931), la Sinfonía nº 1 (1935), la marcha de coronación Crown Imperial (1937), y el Concierto para violín y orquesta (1939).
Cada uno de estos trabajos permanece todavía firmemente establecido en el repertorio: el Concierto para viola aún hoy sigue siendo una pieza central del repertorio solista para viola; el Banquete de Belshazzar es una piedra de toque de cualquier sociedad coral prometedora; y la Primera Sinfonía es un desafío incluso para orquestas profesionales que no tienen mucho tiempo para ensayar.
La Sinfonía nº 1 (1931-35) tuvo una génesis inusual: Walton mantenía una relación tempestuosa con Imma von Doernberg, quien finalmente le dejó por el médico húngaro Tibor Csato. Las turbulentas emociones y la energía de alto voltaje de la Sinfonía reflejan los acontecimientos que en aquel momento vivía, con un elocuente y dramático primer movimiento y un picante y malicioso «Scherzo», que finalizaba en un ambiente de gran melancolía. Pero el movimiento final es totalmente diferente, casi elgariano, con su júbilo ceremonial (a pesar de que las dos secciones fugadas remiten claramente a Hindemith). Es evidente para el oyente que la nube ha pasado y se explica porque Walton, tras componer el movimiento lento, inició una nueva relación con Alicia Wimborne, que le proporcionó el ímpetu y la inspiración musicales para el último movimiento. Walton, pese a ello, dedicó la sinfonía en su totalidad a Imma von Doernberg. 
En términos musicales, el trabajo es una muestra de la composición inglesa y representa la cima del pensamiento sinfónico de Walton. Los dos compositores favoritos en los años 1930 en Inglaterra fueron Beethoven y Sibelius, este último defendido por Lambert en su popular libro de crítica musical Music Ho! (1934). Walton claramente bebe en ambas fuentes: el primer movimiento se escribe en forma de sonata y el desarrollo es claramente beethoveniana —"batiendo los temas a muerte"— y con este armazón, el movimiento se desarrolla un poco a la Sibelius, como muestra claramente el motivo de la llamada del cuerno de la obertura. El rigor temático y la rompedora energía emocional del movimiento —y de toda la sinfonía— se pueden atribuir a este método único de construcción musical.

### Después de la Segunda Guerra Mundial
Durante la II Guerra Mundial Walton fue licenciado del servicio militar con el fin de componer música para películas propagandistas, como The First of the Few (1942) o Henry V (1944), una adaptación de Laurence Olivier de la obra de Shakespeare. A mediados de los años 1940, el salto a la fama de compositores más jóvenes como Benjamin Britten, disminuyó el crédito y la acogida de sus obras entre los críticos musicales, aunque el público siguió recibiendo con entusiasmo su música. Después de componer un segundo Cuarteto de cuerdas (1946), su logro más importante en la música de cámara, Walton dedicó los siguientes siete años a escribir una ópera trágica en tres actos, Troilus y Cressida (1947-54). La ópera no fue muy bien acogida y comenzó a extenderse la consideración de Walton como un compositor pasado de moda.
Tras Troilus y Cressida, Walton volvió a la música orquestal, componiendo en rápida sucesión, el Concierto de violoncelo (1956), la Sinfonía nº 2 (1960), y su obra maestra del período de posguerra, Variations on a Theme by Hindemith (1963). Su música a partir de los años 1960 muestra un rechazo a las tendencias vanguardistas de la posguerra —que capitaneaban Boulez y sus próximos— y prefirió componer en un estilo posromántico, que encontraba más gratificante. A pesar de ello, estaba lejos de ser olvidado, y fue nombrado Caballero del Imperio británico (sir) en 1951 y recibió la Orden del Mérito de la Commonwealth en 1967. 
Su ópera cómica en un acto, El oso, fue bien recibida en el Festival de Aldeburgh de 1967, y gracias a ello le llegaron de nuevo importantes encargos, como el de la Orquesta Filarmónica de Nueva York (Capriccio burlesco, 1968) o el de la San Francisco Symphony (Improvisations on an Impromptu of Benjamin Britten, 1969). Sus ciclos de canciones a partir de entonces fueron estrenados por artistas tan destacados como Peter Pears (Anon. in love, 1960) y Elisabeth Schwarzkopf (A Song for the Lord Mayor's Table, 1962).	
En su década final, Walton encontró la composición cada vez más difícil. Intentó en varias ocasiones componer una tercera sinfonía para André Previn, pero nunca finalizó el encargo. Sus obras finales son sobre todo reorquestaciones o revisiones de música anterior, y música coral para la liturgia. En 1949 se trasladó a vivir a Italia, a la isla de Ischia, con su esposa argentina Lady Susana Walton (nacida Gil), autora del jardín de La Mortella. Murió allí en 1983. 
Desde su muerte, la música de Walton ha ido ganando atención, tanto en interpretaciones públicas como en grabaciones. De hecho, a medida que la historia de la música clásica de posguerra continúa siendo revaluada, la figura de Walton se ve menos como un representante pasado de moda de una era perdida y más como un compositor muy individualista que escribió en un idioma atractivo y personal.

## Catálogo de obras
| Año     | Obra | Tipo de obra                      |
| ------- | --- | --------------------------------- |
| 1916    | Chorale Prelude on Wheatley, para órgano. | Música solista (órgano)           |
| 1916    | For All the Saints, hymn tune | Música vocal (capella)            |
| 1916    | The Forsaken Merman, para voces solistas, coro de mujeres y orquesta. | Música vocal (orquesta)           |
| 1916    | Tell me where is fancy bred, partsong para soprano y tenor solista, tres violines y piano. | Música vocal (instrumento)        |
| 1916-17 | A Litany Drop, drop slow tears (Phineas Fletcher)(rev 1930). | Música vocal (a capela)           |
| 1917    | Valse in C minor, para piano. | Música solista (piano)            |
| 1918    | The Winds, para canto y piano. | Música vocal (piano)              |
| 1918    | Love laid his sleepless head, para canto y piano. | Música vocal (piano)              |
| 1918    | A Lyke-wake Song, para canto y piano. | Música vocal (piano)              |
| 1918    | Child's Song, para canto y piano. | Música vocal (piano)              |
| 1918-21 | Piano Quartet (rev. 1975). | Música de cámara                  |
| 1920-21 | Dr. Syntax: A Pedagogic Overture, para gran orquesta (perdida). | Música orquestal                  |
| 1920-22 | String Quartet (a veces llamado n.º 1). | Música de cámara                  |
| 1920    | Tritons, para canto y piano. | Música vocal (piano)              |
| 1920    | The Passionate Shepherd, para tenor y diez instrumentos (perdida). | Música vocal (instrumento)        |
| 1921-27 | Façade (E. Sitwell), An Entertainment, para recitador y seis instrumentos (rev. 1942). | Música vocal (instrumento)        |
| 1922    | Façade, para recitador y conjunto de cámara (1922, posteriormente revisada, basada en poemas de Edith Sitwell). | Música vocal (instrumento)        |
| 1922    | Toccata para violín y piano. | Música de cámara (dúo)            |
| 1923-24 | Fantasía concertante, para dos pianos, banda de jazz y orquesta (perdida). | Música orquestal                  |
| 1923-24 | Bucolic Comedies, cinco canciones para canto y seis instrumentos (perdida). | Música vocal (instrumento)        |
| 1924-25 | Música para la obra teatral A Son of Heaven (perdida). | Música incidental (teatro)        |
| 1925    | Portsmouth Point Overture. Obertura de concierto (hay versión para dos pianos y un arreglo de Lambert para pequeña orquesta). | Música orquestal                  |
| 1925-26 | Orquestación de Lambert: Romeo and Juliet: Ballet in Two Tableaux. | Música orquestal                  |
| 1925-27 | Sinfonía concertante para piano y orquesta (vers. para 2 pianos, 1928. Rev. 1943)) | Música orquestal (sinfonía)       |
| 1926    | Façade. Suite para orquesta nº 1(arreglo de Façade). | Música orquestal                  |
| 1926    | Siesta, para pequeña orquesta (hay versión para 2 pianos, 1928 y ballet 1936 y 1972). | Música orquestal                  |
| 1926    | Valse de «Façade», arreglo para piano solo. | Música solista (piano)            |
| 1928-29 | Viola Concerto (escrita para Lionel Tertis pero estrenada por Paul Hindemith) (rev. 1961/62). | Música orquestal (concierto)      |
| 1930-31 | Belshazzar's Feast, cantata para coro y orquesta (rev. 1948, 1959). | Música vocal (cantata)            |
| 1931-32 | Three Songs, para voz y piano (arreglos de Façade). | Música vocal (piano)              |
| 1931    | Arreglo de Bach: Chorale Prelude on Herzlich thut mich verlangen, libremente arreglada para piano solo. | Música solista (piano)            |
| 1931    | Make we joy now in this fest: Old English Carol, para coro mixto. | Música vocal (capella)            |
| 1934    | Escape Me Never. Ballet con música de la película, para orquesta (hay ver. para piano 1935) | Ballet                            |
| 1934    | Música para la película Escape Me Never (dirigida por Paul Czinner). | Música incidental (película)      |
| 1934-35 | Sinfonía nº 1 (incompleta). | Música orquestal (sinfonía)       |
| 1935    | Música para la obra teatral The Boy David (de J. M. Barrie) (perdida). | Música incidental (teatro)        |
| 1935    | The First Shoot, ballet para la revista musical Follow the Sun (perdida). | Ballet                            |
| 1936    | Theme for Improvisation, para órgano. | Música solista (órgano)           |
| 1936    | Three Pieces for Organ, de «Richard III». | Música solista (órgano)           |
| 1936    | Música para la película As You Like It (A Poem for orchestra after Shaskespeare) (dirigida por Paul Czinner). | Música incidental (película)      |
| 1936    | Under the Greenwood Tree, song for unison voices and piano (de la película «As You Like It»). | Música vocal (piano)              |
| 1937    | Crown Imperial, ceremonial march (Marcha ceremonial escrita para la coronación de Jorge VI) (hay versión para piano, 1937 y rev. 1963). | Música orquestal                  |
| 1937    | In Honour of the City of London cantata para coro mixto y orquesta. | Música vocal (cantata)            |
| 1937    | Música para la película Dreaming Lips (dirigida por Paul Czinner). | Música incidental (película)      |
| 1938    | Música para la película A Stolen Life (dirigida por Paul Czinner). | Música incidental (película)      |
| 1938    | Façade. Suite para orquesta nº 2 (arreglo de Façade). | Música orquestal                  |
| 1938    | Set me as a seal upon thine heart, himno para coro mixto. | Música vocal (capella)            |
| 1938-39 | Violin Concerto (escrito para Jascha Heifetz). | Música orquestal (concierto)      |
| 1940    | The Wise Virgins (basado en música de J. S. Bach). | Ballet                            |
| 1940    | The Wise Virgins. Suite from the ballet (orch. after J.S. Bach). | Música orquestal                  |
| 1940    | Duets for Children, para dúo de pianos [también existe una versión original para piano solo, 1940]. | Música solista (piano, 2)         |
| 1940-41 | Scapino, a Comedy Overture (rev. 1949). | Música orquestal                  |
| 1940-41 | Música para la película Major Barbara, A Shavian Sequence (dirigida por Gabriel Pascal). | Música incidental (película)      |
| 1940-41 | Música para la película The Next of Kin (dirigida por Thorold Dickinson). | Música incidental (película)      |
| 1941    | Music for Children (orquestación de los Duets for Children). | Música orquestal                  |
| 1941-42 | Música para la obra teatral Macbeth (Fanfarre & Fugue). | Música incidental (teatro)        |
| 1942    | Spitfire Prelude and Fugue (de la película The First of the Few). | Música orquestal                  |
| 1942    | Música para la obra radiofónica Christopher Columbus (Louis MacNeice). | Música incidental (radio)         |
| 1942    | Suite de la música para Chistopher Columbus, para coro y orquesta (arr. Palmer). | Arreglo de otro compositor        |
| 1942    | Música para la película The Foreman Went to France (dirigida por Charles Frend). | Música incidental (película)      |
| 1942    | Música para la película The First of the Few (dirigida y protagonizada por Leslie Howard). | Música incidental (película)      |
| 1942    | Música para la película Went the Day Well? (dirigida por Alberto Cavalcanti). | Música incidental (película)      |
| 1942    | Beatriz's Song, de la música incidental para la obra radiofónica Christopher Columbus, para contralto y orquesta de cuerdas. | Música vocal (orquesta)           |
| 1943    | Fanfares for Salute to the Red Army, para metales y timpani. | Música orquestal                  |
| 1943    | Orquestación de Lord Berners: The Triumph of Neptune: English Pantomime in Ten Scenes | Música orquestal (Orquestaciones) |
| 1943    | The Quest: A Ballet in five act (libreto de Frederick Ashton]). | Ballet                            |
| 1943-44 | Two Pieces for Strings, de «Henry V». | Música de cámara                  |
| 1943-44 | Música para la película Henry V (A Shakespeare Scenario) (dirigida y protagonizada por Laurence Olivier). | Música incidental (película)      |
| 1944    | Lai and Rondet of Carol, para piano solo (perdida). | Música solista (piano)            |
| 1945    | Memorial Fanfare for Henry Wood, para gran orquesta. | Música orquestal                  |
| 1945    | Suite de la música para la película Henry V (arr. Mathieson). | Arreglo de otro compositor        |
| 1945-46 | Where does the uttered Music go? (Masefield) (escrito para una misa en memoria de Henry Wood). | Música vocal (capella)            |
| 1945-46 | String Quartet in A minor (a veces llamado n.º 2). | Música de cámara                  |
| 1947-50 | Sonata para violín y piano. | Música de cámara (dúo)            |
| 1947    | Música para la película Hamlet (dirigida y protagonizada por Laurence Olivier) (A Shakespeare Scenario in Nine mouvements para gran orquesta).                                                                                                 | Música incidental (película)      |
| 1948-50 | Two Pieces for Violin and Piano. | Música de cámara (dúo)            |
| 1949    | Organ Solo: Henry V: Tóuch her soft lips and part. | Música solista (órgano)           |
| 1949    | Passacaglia & Death of Falstaaf, de «Henry V», arreglo para órgano (arr. Ley). | Música solista (órgano)           |
| 1949    | Galop Final, de Music for Children (orch. Palmer). | Arreglo de otro compositor        |
| 1949-50 | Put off the serpent girdle, partsong for women's voices. | Música vocal (capella)            |
| 1949-54 | Troilus and Cressida (sobre un libreto de Christopher Hassall) (rev. 1963, 1972/76). | Ópera                             |
| 1950    | Violin Sonata (1950, escrita para Yehudi Menuhin y Louis Kentner). | Música de cámara (dúo)            |
| 1951    | Happy Birthday to You, arranged in short score. | Música de cámara                  |
| 1953    | Variations on an Elizabethan Theme (Sellinger's Round) (Variation 6. Presto giocoso), [Obra colectiva: Holst, Oldham, Tippett, Lennox Berkeley, Searle y Walton] para orquesta de cuerdas.                                                     | Música orquestal                  |
| 1952-53 | Orb and Sceptre, ceremonial march (Marcha ceremonial escrita para la coronación de Isabel II). | Música orquestal                  |
| 1952-55 | Coronation Te Deum, para doble coro mixto, coro de niños, orquesta, y ensamble marcial de metales (escrita para la coronación de Isabel II).                                                                                                   | Música coral (orquesta)           |
| 1953    | Introduction to the National Anthem, para ensamble de metales (rev. 1980) | Música orquestal                  |
| 1953-55 | God Save the Queen, arreglo para orquesta (y para orquesta y coro 1961). | Música orquestal                  |
| 1955    | The Star-Spangled Banner, arreglo del Himno Nacional de Estados Unidos para orquesta. | Música orquestal                  |
| 1955    | Música para la película Richard III (A Shakespeare Scenario) (dirigida y protagonizada por Laurence Olivier). | Música incidental (película)      |
| 1955-56 | Cello Concerto (escrita para Gregor Piatigorsky). | Música orquestal (concierto)      |
| 1956    | Johannesburg Festival Overture. | Música orquestal                  |
| 1957-58 | Partita for Orchestra. | Música orquestal                  |
| 1959    | A Queen's Fanfarre, para ensamble de metales. | Música orquestal                  |
| 1959    | March for A History of the English-speaking Peoples, para orquesta. | Música orquestal                  |
| 1960    | Sinfonía nº 2. | Música orquestal (sinfonía)       |
| 1960    | Anon. in love. Serie de canciones para tenor y guitarra (anónimo, XVI-XVII, reunidas por Chr. Hassalt) (arreglo para pequeña orquesta, 1971) (escrita para Peter Pears y Julian Bream).                                                        | Música vocal (instrumento)        |
| 1960-61 | Gloria in Excelsis Deo, cantata para solista, doble coro mixto y orquesta. | Música vocal (cantata)            |
| 1961    | What cheer?, para voces mixtas a capela. | Música vocal (capella)            |
| 1961    | The Quest: Suite from the Ballet, para orquesta (arr. Tausky). | Arreglo de otro compositor        |
| 1962    | A Song for the Lord Mayor's Table. Serie de 6 canciones para soprano y piano (hay versión para pequeña orquesta) (estrenada por Elisabeth Schwarzkopf y Gerald Moore).                                                                         | Música vocal (piano)              |
| 1962    | Three Arias from Troilus and Cressida, para soprano y orquesta. | Música vocal (orquesta)           |
| 1962-63 | Hindemith Variations. | Música orquestal                  |
| 1962    | Música para la televisión Granada TV (Prelude, Call Signs, y End Music). | Música incidental (televisión)    |
| 1963    | Suite de la música para la película Henry V (arr. Mathieson). | Arreglo de otro compositor        |
| 1963    | Suite de la música para la obra teatral Hamlet, marcha fúnebre para orquesta (arr. Mathieson). | Arreglo de otro compositor        |
| 1963    | Suite de la música para la película Richard III, preludio para orquesta (arr. Mathieson). | Arreglo de otro compositor        |
| 1965    | The Twelve: An Anthem for the Feast of Any Apostle, para solista, coro mixto, y orquesta (sobre un texto de W. H. Auden) (hay versión solo con órgano)                                                                                         | Música coral (orquesta)           |
| 1965-66 | Missa Brevis, para doble coro mixto y órgano (Anglican service music). | Música coral (órgano)             |
| 1965-67 | The Bear: An Extravaganza in One Act, ópera en un acto basada en la obra de Anton Chéjov. | Ópera                             |
| 1967    | Suite de la música para la obra teatral Hamlet and Ophelia, tone-poem para orquesta (arr. Mathieson). | Arreglo de otro compositor        |
| 1968    | Capriccio burlesco. | Música orquestal                  |
| 1969    | Música para la película Battle of Britain (dirigida por Guy Hamilton (salvo la secuencia de la batalla en el aire ("Battle in the Air"), la partitura se extravió antes del estreno de la película y fue reemplazada por otra de Ron Goodwin). | Música incidental (película)      |
| 1969    | Música para la película Three Sisters (dirigida por Laurence Olivier). | Música incidental (película)      |
| 1969-70 | Improvisations on an Impromptu de Britten. | Música orquestal                  |
| 1970    | All this time, villancico para coro mixto. | Música vocal (capella)            |
| 1970-71 | Five Bagatelles, para guitarra solo (1971), escritas para Julian Bream y dedicadas a su gran amigo Malcolm Arnold (hay arreglo para orquesta, Varii Capricci, 1976).                                                                           | Música solista (guitarra)         |
| 1971    | Sonata for String Orchestra (arreglo del String Quartet No. 2. La transcripción del movimiento final fue realizada por Sir Malcolm Arnold, bajo supervisión del compositor).                                                                   | Música orquestal                  |
| 1971-72 | Jubilate Deo, himno para coro mixto y órgano (Anglican service music). | Música coral (órgano)             |
| 1972    | Birthday Greeting to Herbert Howells, in short score | -                                 |
| 1973    | Anniversary Fanfare, para metales y percusión. | Música orquestal                  |
| 1974    | Fanfare for Your National Theatre, para metales y percusión. | Música orquestal                  |
| 1974    | Cantico del sole. | Música vocal (capella)            |
| 1975-76 | Varii Capricci, arreglo para orquesta de «Five Bagatelles». | Música orquestal                  |
| 1976    | Roaring Fanfare, para metales y percusión. | Música orquestal                  |
| 1976    | Magnifícat and Nunc Dimittis, para coro mixto y órgano (rev. 1976). | Música coral (órgano)             |
| 1977    | Antiphon, himno para coro mixto y órgano. | Música coral (órgano)             |
| 1977    | Title Music for the BBC Shakespeare Series, para orquesta de vientos y percusión. | Música orquestal                  |
| 1977    | King Herod and the cock, villancico para coro mixto. | Música coral (capella)            |
| 1977-78 | Façade 2: A Further Entertainment, para recitador y seis instrumentos. | Música vocal (instrumento)        |
| 1979-80 | Medley para banda de metales | Música orquestal                  |
| 1979-80 | Passacaglia, para violonchelo solo (escrita para Mstislav Rostropóvich). | Música solista (violonchelo )     |
| 1980    | Theme for Variations, para violonchelo solo. | Música solista (violonchelo )     |
| 1980-81 | Prólogo y Fantasía, para orquesta. | Música orquestal                  |
| 1981    | A Birthday Fanfare, para metales y percusión. | Música orquestal                  |
| 1981    | The First Shoot, transcrito para banda de metales por Christopher Palmer. | Arreglo de otro compositor        |
| 1982    | Duettino, para oboe y violín. | Música de cámara (dúo)            |
| 1984-85 | Suite de la película Battle of Britain (arr. Matthews). | Arreglo de otro compositor        |
| 1987    | Suite de la música para la obra teatral As You Like It, para orquesta (arr. Davis). | Arreglo de otro compositor        |
| 1988    | Troilus and Cressida. Suite sinfónica (arr. Palmer). | Arreglo de otro compositor        |
| 1988    | Suite de la música para la película Ricardo III, para orquesta (arr. Palmer). | Arreglo de otro compositor        |
| 1988    | Suite de la música para la película Major Barbara: A Shavian Sequence, para orquesta (arr. Palmer) | Arreglo de otro compositor        |
| 1989    | Suite de la música para la obra teatral Hamlet: A Shakespeare Scenario, para gran orquesta (arr. Palmer). | Arreglo de otro compositor        |
| 1990    | Suite de la música para la película Escape Me Never: Suite para orquesta (arr. Palmer). | Arreglo de otro compositor        |
| 1990    | Suite de la música para la película Three Sisters, para orquesta (arr. Palmer). | Arreglo de otro compositor        |
| 1990    | A Wartime Sketchbook, arreglo para orquesta de varias partituras cinematográficas (arr. Palmer) | Arreglo de otro compositor        |
| 1991    | Façade. A Façade Suite, para ensamble de cámara (arr. Palmer) | Arreglo de otro compositor        |
| (s.d.)  | Façade. Suite para orquesta n.º 3 (arr. Christopher Palmer | Arreglo de otro compositor        |

NOTA: Los datos sobre música incidental de películas, corresponden a composiciones musicales, no a las bandas sonoras de la película.

## Premios y distinciones
Premios Óscar
| Año  | Categoría                                              | Película  | Resultado |
| ---- | ------------------------------------------------------ | --------- | --------- |
| 1947 | Mejor banda sonora de una película dramática o comedia | Enrique V | Nominado  |
| 1949 | Mejor banda sonora de una película dramática o comedia | Hamlet    | Nominado  |